# 安東清人
安東 清人（あんどう きよと、1854年5月2日（安政元年4月6日） - 1886年（明治19年）9月17日）は明治時代の日本の文部官僚。旧熊本藩士。清人は通称で名は俊景。

## 来歴
安政元年4月6日（1854年5月2日）、熊本藩物頭安東俊文の次男として肥後国玉名郡長洲町に生まれる。藩校時習館に学んだのち、木下広次、神足勝記とともに藩の貢進生に選ばれ、明治3年（1870年）10月に大学南校に入学。南校の舎長を務めていた熊本藩士井上毅のすすめで神足とともにドイツ学を選択し、翌年9月に貢進生制度が廃止され、大学南校が南校、第一大学区第一番中学と校名を変える中、学業を続けた。明治6年（1873年）4月に同校が開成学校（翌年5月に東京開成学校と改称）に改組されると、神足、村岡範為馳、関澄蔵、保志虎吉、和田維四郎、高橋順太郎らとともにドイツ語学生のために設けられた鉱山学科の本科に所属。成績は優秀であり、同年10月の開成学校開業式では、鉱山学教師ヘルマン・リッターによる天覧実験の通訳を務めている。
なお安東は明治7年（1874年）秋頃から、同校最上級生の中でも有力者だった諸芸学科の古市公威、化学科の長谷川芳之助、法学科の小村寿太郎および斎藤修一郎とともに政府要人に対し海外留学生派遣運動を展開。翌明治8年（1875年）、試験選考により古市、長谷川、小村、斎藤ら東京開成学校生徒10名とともに第1回文部省派遣海外留学生に選ばれ、鉱山学修業のため5年間の予定でドイツ留学を命じられた。留学生たちは同年7月に横浜を出港。安東は米国を経てドイツに渡り、フライベルク鉱山学校に入学した。同校にはのちに東京大学教授となる今井巌（岩佐巌）が既に在学しており、互いに親交を深めている。学業にうちこみ優秀な成績を残していた安東だったが、明治9年（1876年）12月に肺病と診断され、翌明治10年（1877年）4月には結核病院に入院。留学2年目にして療養のため帰国を余儀なくされ、9月に今井に付き添われて横浜に戻った。
帰国後は2か月間の入院を経て熱海と東京で療養を続けた。容体が回復に向かったため、元開成学校長心得で文部省官立学務局長となっていた浜尾新のはからいで明治13年（1880年）5月に文部省一等属となり、官立学務局に勤務。その後、同省准奏任御用掛を経て明治14年（1881年）5月に文部権少書記官、明治18年（1885年）8月に文部少書記官に進んだ。この間、明治14年10月に官立学務局副長となり、同月から明治18年2月まで専門学務局副長を務めたのち、学務一局に勤務した。明治16年（1883年）には大日本教育会および独逸学協会の会員となっている。しかし、多忙な生活から病状は悪化。明治18年11月に療養のため郷里熊本に移り、文部省を非職となった<。
明治19年（1886年）9月17日、療養の甲斐なく、保養のため訪れていた山鹿温泉の客舎で死去。享年33。没後、長洲町の四王子神社に記念碑が建設された。

## 親族
- 祖父：永年（1778 - 1832） - 諱は俊貞、字は伯幹、通称・四郎次郎。漢画家、熊本藩番士[17][18]。
- 父：俊文 - 通称・蝶也。熊本藩物頭[3]。
- 母：チエ - 内田氏[3]。
  - 兄：徹三 - 判事。徳島裁判所などに勤務[19]。
  - 姉：アヤ[3]
  - 弟：真人（1863 - 1902） - 教育者。長洲小学校長、済々黌教員[20][21]。
- 妻：佐喜（- 1885） - 大島氏[22]。

## 著作
- 『智慧鑑 第一号 金属鍍法』 今井巌共著、平野莞次郎、1878年6月
- 大阪府下巡視功程（『文部省第十一年報附録』）
- 上村直己 「熊本藩貢進生安東清人日記『心ノ影』」（『総合科学』第17巻第1号、熊本学園大学総合科学研究会、2010年12月、NAID 110007878494） ／ 第17巻第2号、2011年4月、NAID 110008465071）

翻訳
- 「演説ノ説」（東京大学法理文学部編纂 『学芸志林』第3巻第11冊、1878年7月）
- 「化学沿革」（『学芸志林』第3巻第17冊、1878年12月）
- 「燐火水素並陰火ノ説」（『学芸志林』第5巻第12冊、1879年12月）
- 『理科会粋 第二帙 日本鉱山編』 クルト・ネットウ撰著、今井巌共訳、東京大学法理文学部、1880年7月
  - 三枝博音編 『日本科学古典全書 第9巻 第3部産業技術篇 採鉱冶金1』 朝日新聞社、1942年
- 「地球火成説」（『学芸志林』第11巻第63-65冊、1882年10-12月）

## 関連文献
- 橋南漁郎著 『大学々生溯源』日報社、1910年5月上巻
  - 橋南漁郎著 『大学々生溯源』 大空社〈日本教育史基本文献・史料叢書〉、1992年2月、ISBN 9784872366112
- 「安東清人」（大植四郎編 『国民過去帳 明治之巻』 尚古房、1935年12月）
  - 大植四郎編 『明治過去帳』 東京美術、1971年11月
- 「文部少書記官 安東清人」（唐沢富太郎著 『貢進生 : 幕末維新期のエリート』 ぎょうせい、1974年12月）
  - 唐沢富太郎著 『唐沢富太郎著作集 第4巻 貢進生 人生・運命・宗教』 ぎょうせい、1990年10月、ISBN 4324016259